# Lost: Via Domus
Lost: Via Domus (англ. Загублені: лат. Шлях додому; в Європі також поширена назва Lost: The Video Game) — це відеогра, екшн-едвенчура, заснована на популярному американському телесеріалі «Загублені» каналу ABC.

## Геймплей
Гра починається з моменту краху рейса Oceanic 815 в Тихому океані і охоплює 70 днів перебування героїв телесеріалу на острові. Гра розділена на 7 епізодів, сюжет для кожного з яких придумали виконавчі продюсери шоу, Деймон Лінделоф і Карлтон К'юз.

## Сюжет

### Епізод I: Форс Мажор (День 1)
На початку з'являється Елліот Маслоу, що сидить у кріслі бізнес-класу. Перед ним швидко в поспіху проходить Чарлі і зауважує дуже знайоме обличчя — Біді Айса, охоронця Зорана Саво, про якого журналіст зняв компромат. Охоронець різко встав з сидіння, але раптово літак затрясло і того вдарило головою в стелю. Герметизуючі маски відкинулись і Елліот надів її на себе. Перед ним відколюється частина кабіни літака і після цього йде завіса.
Через кілька годин після падіння, Елліот відкриває очі і встає на ноги. Він тепер нічого не пам'ятає, проте на шляху до літака, герой бачить вигляд давно знайомої жінки, яку він вважає мертвою. Починаються деякі флешбеки і вигляд тієї жінки різко пропадає. По дорозі він зустрічає Кейт і заводе з нею розмову, як знайти шлях до берега. Кейт мовчить і не говорить, однак коли вона дає йому води, Елліот бачить наручники. Перед Еліотом починає згадувати, що раніше бачив їх на ній. У літаку, ще до вильоту, він фотографує цей момент, і за допомогою цього, Елліот вмовляє Кейт розповісти шлях на пляж. Тут Кейт пояснює Елліоту, що вона — злочинниця, але Елліот дає слово, що нічого не розповість про це, в обмін на те, щоб вона показала йому дорогу на пляж. Кейт погоджується і показує дорогу. Через джунглі, Елліот пробирається на пляж, завдяки собаці-поводирю Вінсенту. Елліот знайшов пляж і палаючі уламки літака разом з уцілілими. Постає картина першої серії: лежачий Джон Локк, який встає, Джек, що розривається навколо Клер, Майкл, який кличе свого сина, і Елліот пропонує свою допомогу всім. Ті в паніці відмовляють йому, і тільки Локк просить його допомоги. Він пояснює, що потік бензин і потрібно закрити трубу за допомогою відновлення подачі струму в ланцюзі кабіни, інакше літак злетить у повітря разом з усіма. Елліот відновлює ланцюг і бензин перестає текти. Потім Джек і Герлі встигають перенести Клер подалі від літака, до того, як крило літака падає.
Уже ввечері, після жахливого випадку, Джек підходить до Елліота, щоб подякувати і дізнатися його ім'я, але той відповідає що не пам'ятає нічого навіть свого імені. Джек говорить йому, що у нього амнезія і радить згадати якісь моменти. Елліот відразу згадує сумку, яка у нього була, і розпитує всіх, хто знає про її місцезнаходження. І тільки Кейт відповідає, що прибрала її до краю табору, де лежить все сміття. Елліот знаходить свою сумку, але раптово його глушить по голові Біді Айс і б'є його. Охоронець просить віддати камеру яка у нього була, але той не пам'ятає жодної камери. Уцілілі кричать, що когось в темряві б'ють. Охоронець залишає його в спокої зі словами: «Я доберуся до цієї камери, а потім і до тебе», потім штовхає Еліота ногою в обличчя. Епізод на цьому закінчується.

### Епізод II: Новий день (День 2)
Елліот до сих пір не може згадати про свою камеру і починає розпитувати всіх уцілілих і тільки як завжди Кейт підказує оглянути кабіну літака, яка впала десь в джунглях. Так само вона попереджає, що в джунглях бродить якийсь монстр (епізод якраз починався з біганини Кейт, Чарлі і Джека від чорного диму) і Джек нікому не дозволяє залишати територію пляжу. Як раптом, Елліот бачить привид Лізи, що стоїть біля берега. Він підходить до неї і починається момент спогадів. Елліот і Ліза два роки тому відпочивали в Тайвані. Елліот сфотографував Лізу біля пляжу, і та попросила у місцевого рибалки човен покататися, але насправді збрехала йому. Флешбек закінчується і Елліот з'ясовує з цього, що потрібно змусити обманом відвернути Джека, щоб пройти в джунглі. Елліот підходить до Джека і каже, що у Клер почалися перейми і той кинувся бігти до неї. Елліот швидко тікає в джунглі і зустрічає Джона Локка, сховавшогось за баньяном. Той радить йому ховатися під цими корнями на випадок, якщо чорний дим повернеться. Елліот вибирається з джунглів і приходить до печери, де зустрічає Майкла, що рубає ліс для будівництва плота. Той відповідає, що кабіна літака знаходиться за печерою, але в печері темно, тому Майкл віддає запальничку зі знаком «Дарми». Елліот пробирається до кабіни літака і забирає камеру з ноутбуком, але на зворотному шляху зустрічає Бена з Джульєт. Том вирубає Еліота дубиною по голові і Джульєт бере пробу крові. Епізод на цьому закінчується.

### Епізод III: Шлях додому (Дні 17-21)
Елліот приходить до тями і зустрічає Герлі. Той розповідає багато: Скотту переламали всі кістки, Клер хтось вколов голкою. Та й практично всі почали не вірити йому і думають що він один з Інакших. Але Елліоту важливо переглянути ноутбук і він звертається по домпомогу за цим до Саїда. Але перед цим наш головний герой розмовляє з іншими персонажами на пляжі. Саїд пояснює Елліоту, що в ноутбуці здохла батарея і у Джона є запаска. Джон не хоче спочатку давати батарею, але Елліот згадує, що Джон Локк був в інвалідному візку до того, як потрапив на острів. Він ставить йому ультиматум: або тутешній мисливець віддасть йому акумулятор від ноутбука, або всі дізнаються про цю маленьку таємницю. Джон веде Еліота через джунглі, де він бачить великий люк з дивними числами «4 8 15 16 23 42», а потім приводить до печери в яку Елліот має зайти. Обстежуючи печеру герой бачить привид Лізи, після цього Елліот знаходить скелет біля якого лежить компас, на якому надряпаний напис «Via Domus». Джон стверджує, що на латині це означає «Шлях Додому». Одразу Елліот не став давати компас Джону, але після криків димового монстра він кинув компас йому і Джон врятував нашого головного героя. На цьому епізод закінчується.

### Епізод IV: Forty-Two (Дні 44-45)
В печері Джон дає Еліоту компас і говорить, щоб той йшов куди він буде вказувати. Потім Еліот бачить як, щось вибухає і стрілка компасу вказує йому йти на північ. Коли Еліот опиняється в джунглях він зустрічає Дезмонда. Але перед цим тікає від бандита, що стріляє по ньому і йде по міткам. Дезмонд розповідає йому про бункер, цифри та Джека. Також Дезмонд говорить, що все що він знає про бункер він записав на стіні. Перед входом в бункер Еліот бачить Саїда. Той розповідає йому, що не впустить його поки він не назве своє ім'я. Він повертається на пляж, де розмовляє з Герлі. Із цієї розмови Еліот починає згадувати як він зробив знімки для друга Ріко. Ріко відплатив йому сказавши, що сьогодні в готелі «Персифона» у Саво буде проходити зустріч. Еліот повертається до Саїда розповівши йому як його звати, останній його впускає в бункер. В бункері усі двері раптово зачиняються і Еліот потрапляє у пастку. Для того, щоб їх відчинити потрібно вводити цифри на комп'ютері і також розібратися з 3 платформами. Після цього Елліот фотографує знак питання, який появляється на двері бункеру. Все закінчується тим, що Саїд та Джек закривають Еліота в збройовій через те, що в нього в рюкзакі знайшли С-4.

### Епізод V: Готель «Персифона» (День 46)
Еліот приходить до тями і запалюючи попільницю бачить Лізу, яка говорить йому, що Кейт йому допоможе. Після він починає говорити з Кейт через двері і згадує свої події в готелі «Персифона». Там він зустрічає Лізу, яка пропонує йому зробити знімки Саво і його партнера. Дівчина підходить до охоронців, щоб відволікти їх та дати можливість Еліоту пробратись вгору. Коли спогади закінчуються Еліот розповідає Кейт, що він був журналістом і вона його випускає. Покинувши бункер Еліот вирушає до «Чорної Скелі». По дорозі на нього чекає сюрприз у вигляді чорного диму. Після цього на кораблі наш головний герой бере з собою динаміт і тепер йому потрібно не поспішаючи пройтись назад до бункера через джунглі. Компас вказує йому шлях до станції ДАРМИ, яку Елліот знаходить під водоспадом. Потім він з допомогою комп'ютера нейтралізовує реактор станції. В кінці на комп'ютері з'являється напис: «Ми знаємо, що ти накоїв Еліот Маслоу і ми знайдем тебе».

### Епізод VI: Whatever It Takes (День 46)
Покинувши станцію Еліота починає переслідувати димовий мностр. Наздогнавши його біля бар'єра, він залишає його в живих та летить геть. Біля бар'єру Еліот зустрічає Джульєт. Вона розповідає йому, що коли він полетів, то в Сіднейському аеропорті знайшли труп його колеги Лізи. Еліот згадує як він підставив Лізу сказавши охоронцю, що вона журналістка, а сам вирушив на ліфті. Джульєт відключає бар'єр і дає Еліоту пройти вперед. Подорожуючі далі через тунелі він знаходить станцію «Полум'я». Там він знаходить Михайла Бакуніна та Біді Айса, якого через 1 секунду вбиває пострілом з пістолету. Михайло говорить йому, що він вбив останню людину, яка знала його темне минуле, після цього в Елліота летить дротик зі снодійним. Все закінчується тим, що Еліот бачить «Інакших», Джульєт та Михайла і відключається.

### Епізод VII: Worth a Thousand Words (День 67)
Еліот приходить до тями в акваріумі. Потім він бачить Тома і починає з ним діалог. Еліот згадує той момент, коли він підібрався до Саво і побачив, що Лізу зловили. Він розповідає, що він зрадив Лізу і Том відпускає його. Потім він знаходить Бена та Джульєт. Бен розповідає, що поверне йому його речі і, що цей компас саме він для нього залишив. Він говорить йому, що цей компас відвиде його додому та спочатку він має привести до «Чорної Скелі» Джека. Після Том зустріне їх там і Еліот зможе відплисти на яхті з острова. Еліот погоджується і заманює туди Джека. Там вже чекав Том з своїм напарником, які схопили Кейт. Еліот згадує як через нього застрелили Лізу. Потім він забирає компас підірвує Тома і його напарника та втрачає свідомість через те, що уламок динаміта зачепив і його. Прийшовши до тями він бачить Джульєт, яка говорить йому, що за ним слідують Том та інші і, щоб він коли добереться до яхти обрав напрямок 325. Вона віддає йому камеру і говорить, що Бен приказав знищити яхту і в нього залишилось менше 2 хвилин, щоб до неї добратись. Коли він добирається до яхти то бачить, що людина Бена хоче її підірвати. Та тут якраз опинився і Джон, який цьому завадив вистріливши в нього. Після розмови з Джоном Еліот пливе по напрямку 325. Все закінчується тим, що відпливаючи Еліот бачить як зазнає краху літа Oceanic 815. Отямившись знову на пляжі Еліот бачить Лізу, яка говорить йому, що це неймовірно адже вони двоє вижили. Кінцівка полягає в тому, що летівши рейсом Oceanic 815 Еліот взяв із собою труну Лізи і коли він розбився на острові і пройшовши багато перешкод на шляху до яхти обрав напрям 325, він перемістився у просторі тим самим врятував Лізу. Отже виходить, що острів повернув її до життя.

## Персонажі
- Елліотт Маслоу (англ. Elliott Maslow) — головний герой гри, фотожурналіст, що страждає на амнезію. Він нічого не пам'ятає про своє минуле і намагається знайти спосіб порятунку з острова. Прототип персонажа — Кріс Пайн.
- Ліза Геллхорн (англ. Lisa Gellhorn) — репортерка, що мала короткий роман з Елліотом, поки працювала з ним над репортажем. Вона загинула до подій гри, коли її застрелив в голову Зоран Саво.
- Зоран Саво (англ. Zoran Savo) — президент Дослідницького Інституту Ченші (англ. Chenchey Institute Of Research). За свої заслуги був названий послом доброї волі. По службовій дипломатичній місії виявився в Сіднеї в ході роботи над статутом організації, який повинні були підписати 50 країн.
- Біді Айс (англ. Beady Eyes) — один з відданих охоронців Саво, що працює на чоловіка вже багато років. До цього був залучений до незаконної торгівлі зброєю. Став правою рукою Саво, захищаючи свого боса від будь-якої загрози.

Крім того, в грі з'являються основні персонажі серіалу: Джек Шепард, Кейт Остін, Г'юго Реєс, Джеймс «Соєр» Форд, Джон Локк, Дезмонд Г'юм, Бенджамін Лайнус, Джульєт Берк, Саїд Джарра, Чарлі Пейс, Сун Квон, Джин Квон, Майкл Доусон і Том Френдлі.
Майкл Емерсон, Юнджин Кім, Генрі Йен Кьюсік, Емілі Де Рейвін, М. С. Гейні і Ендрю Дівофф озвучили своїх персонажів, в той час як інших героїв озвучили спеціально підібрані актори.

## Розробка
22 травня 2006 року компанія Ubisoft повідомила про те, що вона придбала права на розробку ігрового проєкту за мотивами серіалу у  Touchstone Television  «Загублені», реліз якого призначений на кінець лютого 2008 року
Хоча явних проблем з проєктом не було, нова інформація про гру не з'являлась з травня 2006 року. 16 квітня 2007 року Деймон Лінделоф і Карлтон К'юз на офіційному подкастингу серіалу оголосили про те, що робота над грою триває.
Прем'єра трейлера гри [Архівовано 3 квітня 2009 у Wayback Machine.] відбулася на сайті GameTrailers 27 липня 2007 року, де був показаний острів, а також представлені деякі персонажі гри. У пізнішому трейлері для Xbox Live на 1:08 (відсилання до одного з фатальних чисел — 108) вставлений кадр, в якому з'являється напис «Знайди нас, і ми покажемо тобі шлях» (англ. Find us and we will show you the way). Також в трейлері на 1:20 миготить червона схема приміщень станції.